# Estadi de Várzea
L'Estadi de Várzea (en portuguès, Estádio da Várzea) és un camp d'esports multiusos orientat a la pràctica del futbol i situat al barri de Várzea, a la ciutat de Praia (Illa de Santiago, Cap Verd). És un estadi certificat per la FIFA per a la celebració de partits internacionals.
Es va inaugurar l'any 2006 en substitució de l'enderrocat Camp de Coco. A finals de 2010 s'hi van instal·lar llums artificials i el 2011 es va dotar de seients per a obtenir una capacitat de 8.000 persones. Fins al 2013 la selecció de futbol de Cap Verd hi va estar disputant els partits com a local; posteriorment es va mudar a l'Estadi Nacional de Cap Verd. De llavors ençà s'hi disputen els partits de futbol dels diferents campionats organitzats per l'associació regional de futbol de Santiago Sud.